# Либерия на летних Олимпийских играх 2004
Либерия принимала участие в Летних Олимпийских играх 2004 года в Афинах (Греция) в десятый раз за свою историю, но не завоевала ни одной медали. Сборную страны представляла 1 женщина.